# Dom zu Como

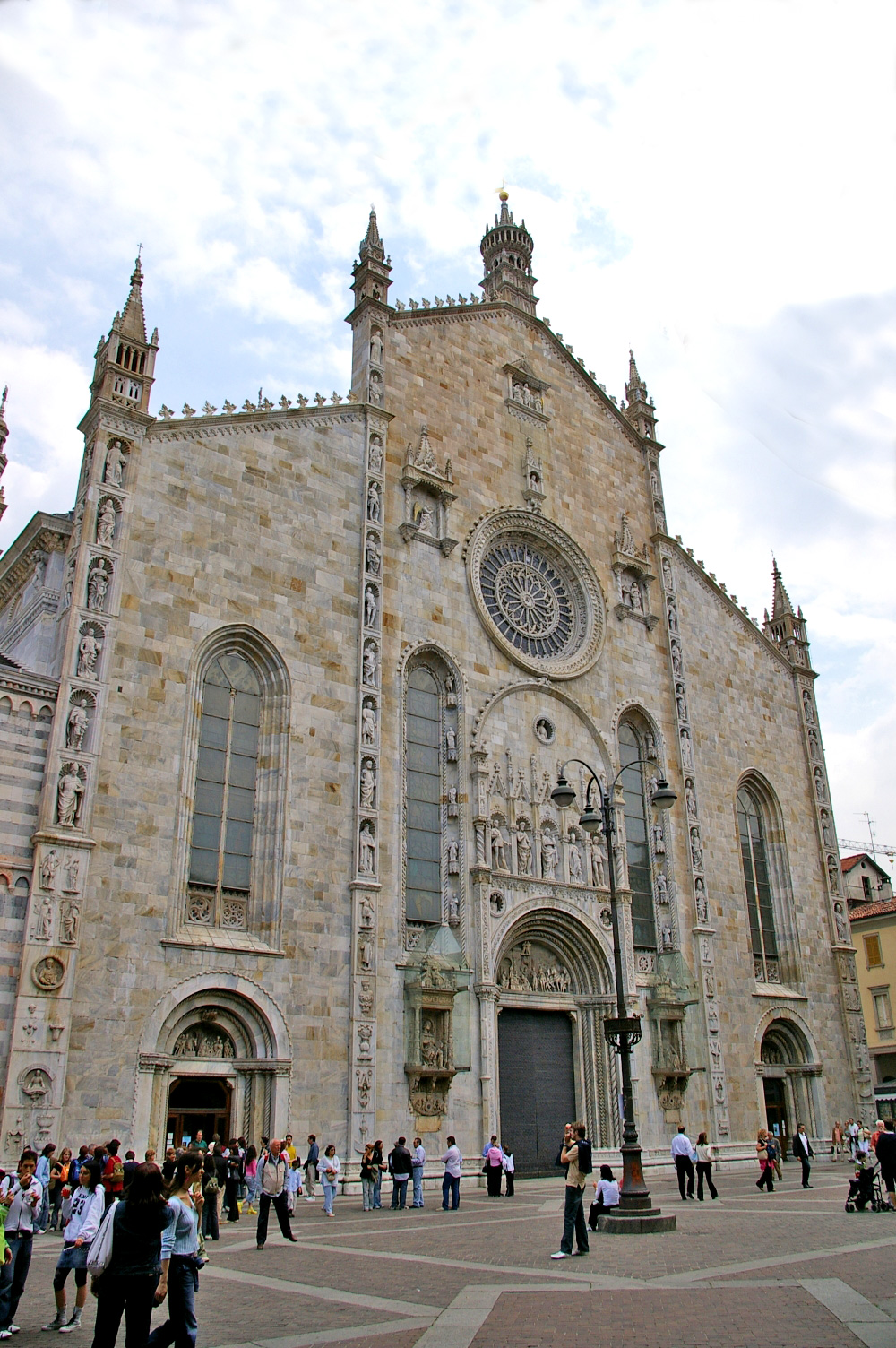
Fassade des Comer Doms

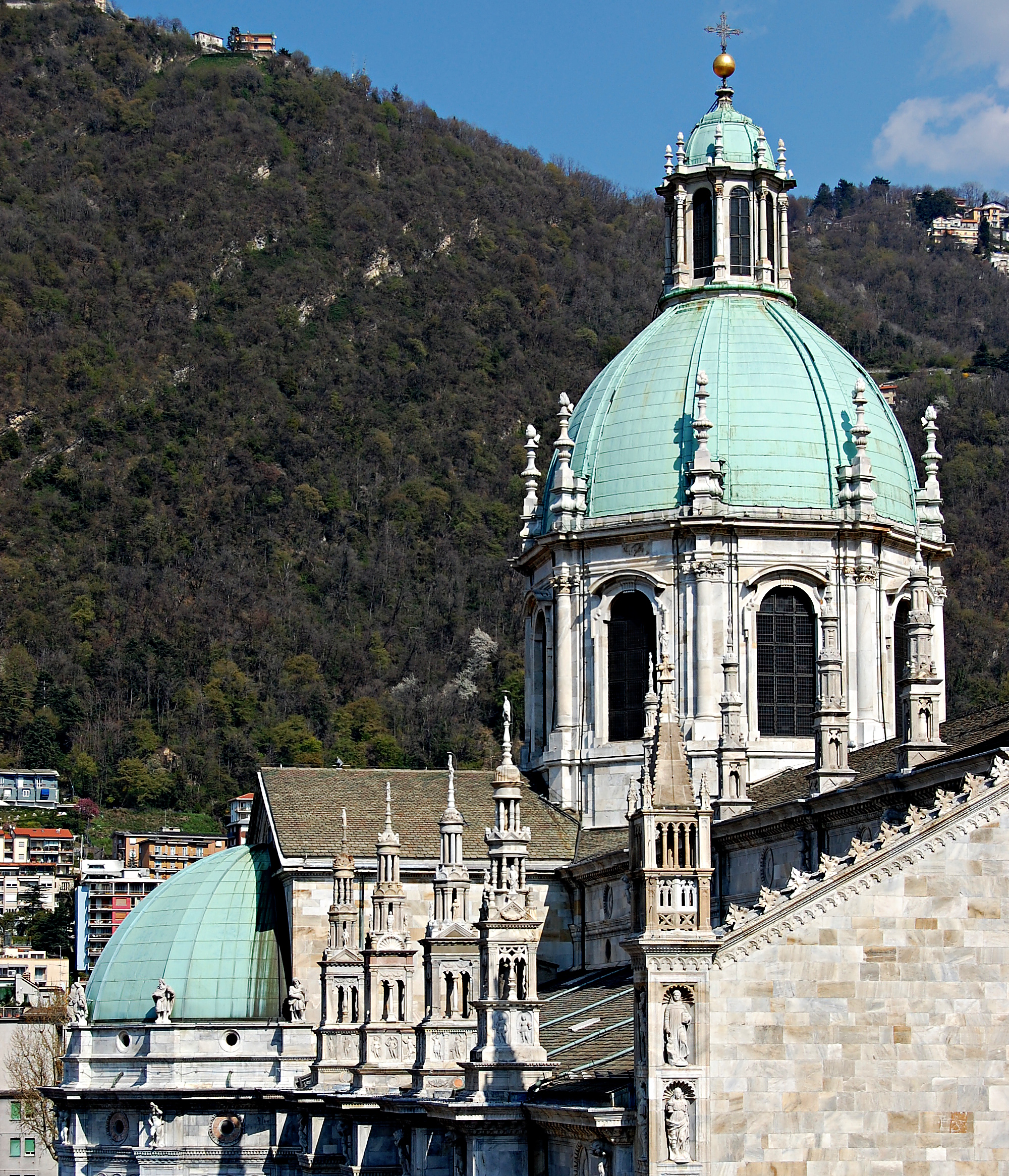
Kuppel

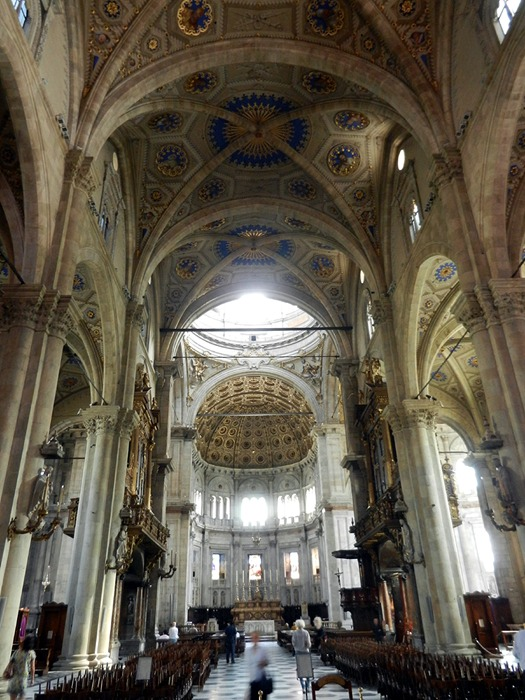
Blick durch das Kirchenschiff

Der Dom zu Como (italienisch: Cattedrale di Santa Maria Assunta, auch Duomo di Como) ist die Kathedrale des Bistums Como. Er steht in der Via Maestri Comacini in der Altstadt von Como.
Der Dom wurde als letzte der gotischen Kathedralen in der Lombardei erbaut. Die Bauarbeiten begannen im Jahre 1396, rund zehn Jahre nach der Grundsteinlegung des Mailänder Doms, und dauerten etwa dreieinhalb Jahrhunderte. Während dieser Zeit flossen zahlreiche Baustile in den Dom ein. Dominierender Baustil ist der ursprüngliche Stil der Spätgotik bzw. Frührenaissance geblieben.
Die Kathedrale beherbergt ein wichtiges Gemälde des St. Joseph von Giambattista Pittoni.

## Geschichte

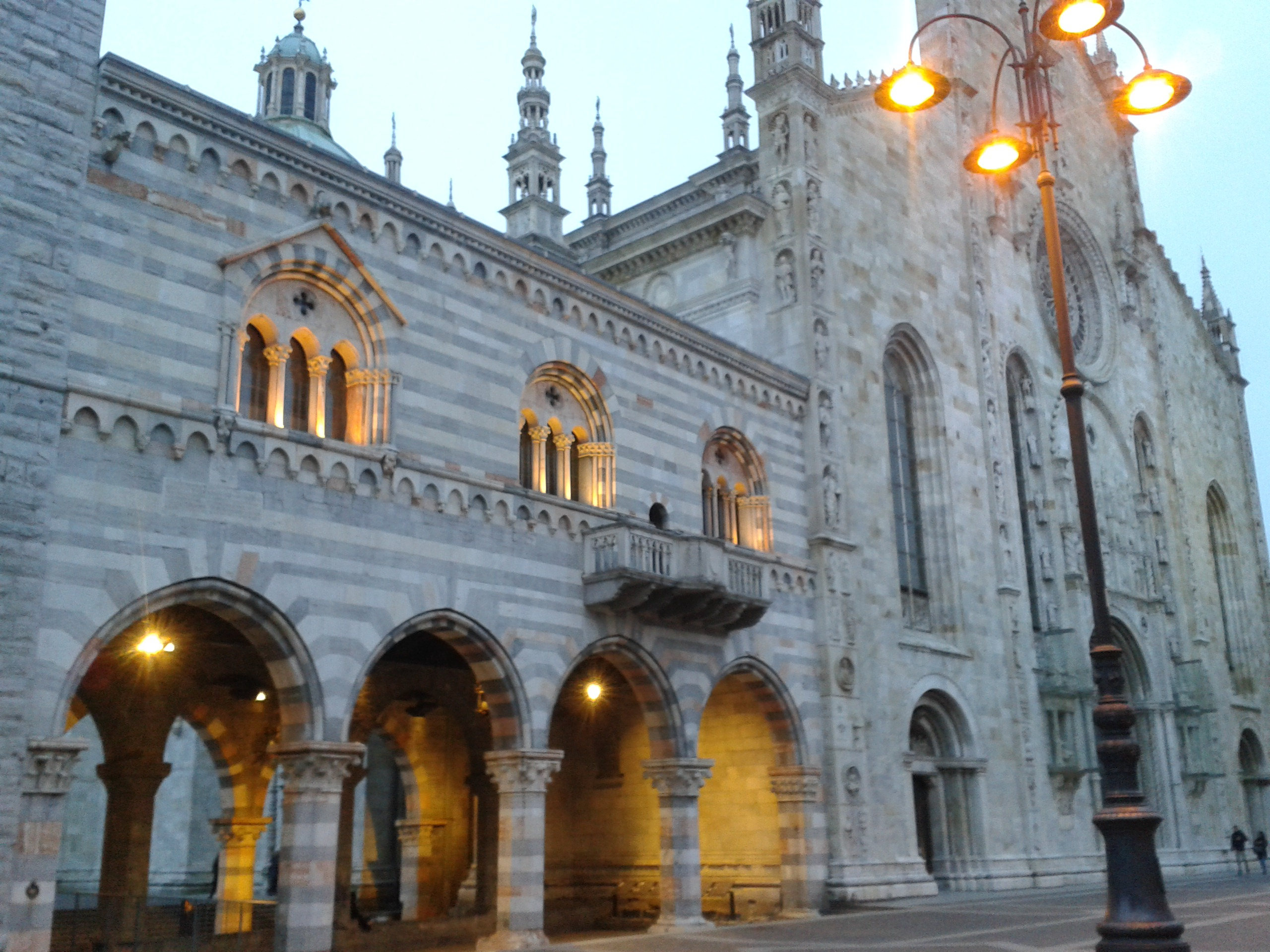
Fassade des Doms mit Broletto (links)

Bereits vor 1396 existierte in Como, unweit des Sees, eine Kathedrale, die der „Santa Maria Maggiore“ geweiht war, und im 9. Jahrhundert errichtet worden war. Ende des 14. Jahrhunderts wurde anstelle einer Restauration der alten Kathedrale ein Neubau beschlossen. Federführend für dessen Planung war der Architekt Lorenzo degli Spazzi aus Laino.
Ab 1426 wurde die Bauausführung von dem Architekten Pietro da Breggia übernommen, der maßgeblichen Einfluss auf die Gestaltung hatte, und ab 1457 die Architekten Florio da Bontà, Amuzio da Lurago und Luchino Scarabota. Im Zuge der Bauarbeiten der neuen Kathedrale wurde die alte Domkirche, die zunächst nahe dem Neubau stand, weitgehend abgetragen; erhalten sind lediglich Überreste, insbesondere die südliche Mauer. In den Jahren 1487 bis 1513 wurde der Seitenflügel des Doms errichtet. Hauptapsis und Sakristeien wurden in den Jahren 1513 bis 1519 errichtet. Zu Beginn und Mitte des 17. Jahrhunderts wurden die südliche und die nördliche Apsis erbaut. Die Kuppel wurde in den Jahren 1731 bis 1744 nach Plänen von Filippo Juvara, dem Architekten des sardischen Königs, errichtet. Im Jahre 1774 endeten die Bauarbeiten.
Der Dom ist insgesamt 87 Meter lang; um das Kirchenschiff bündig mit der Fassade des Broletto abschließen zu lassen, sind die ersten beiden Joche verkürzt. Die Kuppel erreicht eine Höhe von 75 Meter, die Fassade eine Höhe von 45 Meter. Die Kirchenschiffe sind 58 Meter breit.
Papst Pius XII. verlieh der Kathedrale 1951 zusätzlich den Titel einer Basilica minor. Papst Johannes Paul II. besuchte die Kirche am 5. Mai 1996.

## Ausstattung

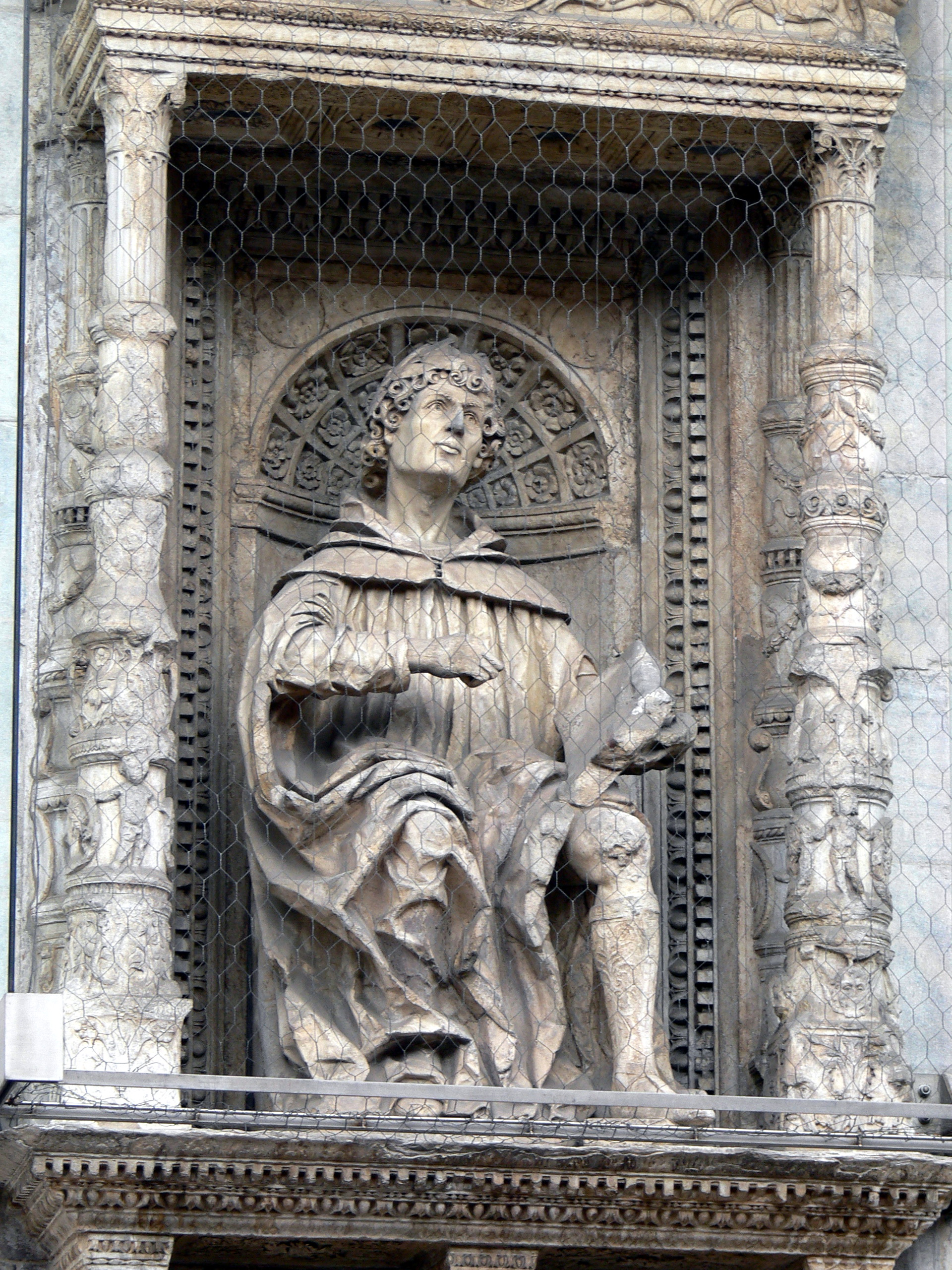
Statue des Plinius des Älteren

Der Dom ist reichhaltig mit Kunstwerken ausgestattet.
- Statue des Plinius d. J. neben dem Hauptportal von Giacomo und Tommaso Rodari, um 1490
- Figuren über dem Hauptportal: Hl. Protus, Johannes der Täufer, Muttergottes mit Kind, Hl. Abondius und Hl. Hyazinth, von Bernardino Rodari um 1490
- Weihwasserbecken neben dem Hauptportal
- Retabel des Hl. Ambrosius (1482)
- Altar der Hl. Apollonia von Donato und Tommaso Rodari, um 1493
- Altar der Kreuzabnahme, 1498 von Tommaso Rodari geschaffen
- Altar der Gnadenjungfrau, um 1502
- Retabel des Altars des Hl. Abbondio, 1514 geschaffen von dem Bildhauer Giovan Angelo del Maino (Pavia)
- Altarbild des Hl. Hieronymus, 1521 von Bernardino Luini geschaffen.
- Altar der Himmelfahrt Mariens, 1641 nach einem Entwurf von Francesco Richino geschaffen
- Altar des Gekreuzigten, 1674
- Altar des Hl. Josef, 1830
- Zahlreiche Wandteppiche aus dem ausgehenden 16. und 17. Jahrhundert
- Buntglasfenster, überwiegend im 19. Jahrhundert geschaffen.
- Im Domschatz die Urna Volpi, ein Reliquienbehältnis zur Aufnahme der wichtigsten Reliquien des Mariendoms, darunter Haare der Gottesmutter und eine Haarnadel der Maria Magdalena. Der hausförmige Silberschrein, den Bischof Giovanni Antonio Volpe 1586 stiftete, ist mit Reliefszenen aus dem Marienleben verziert.[5]

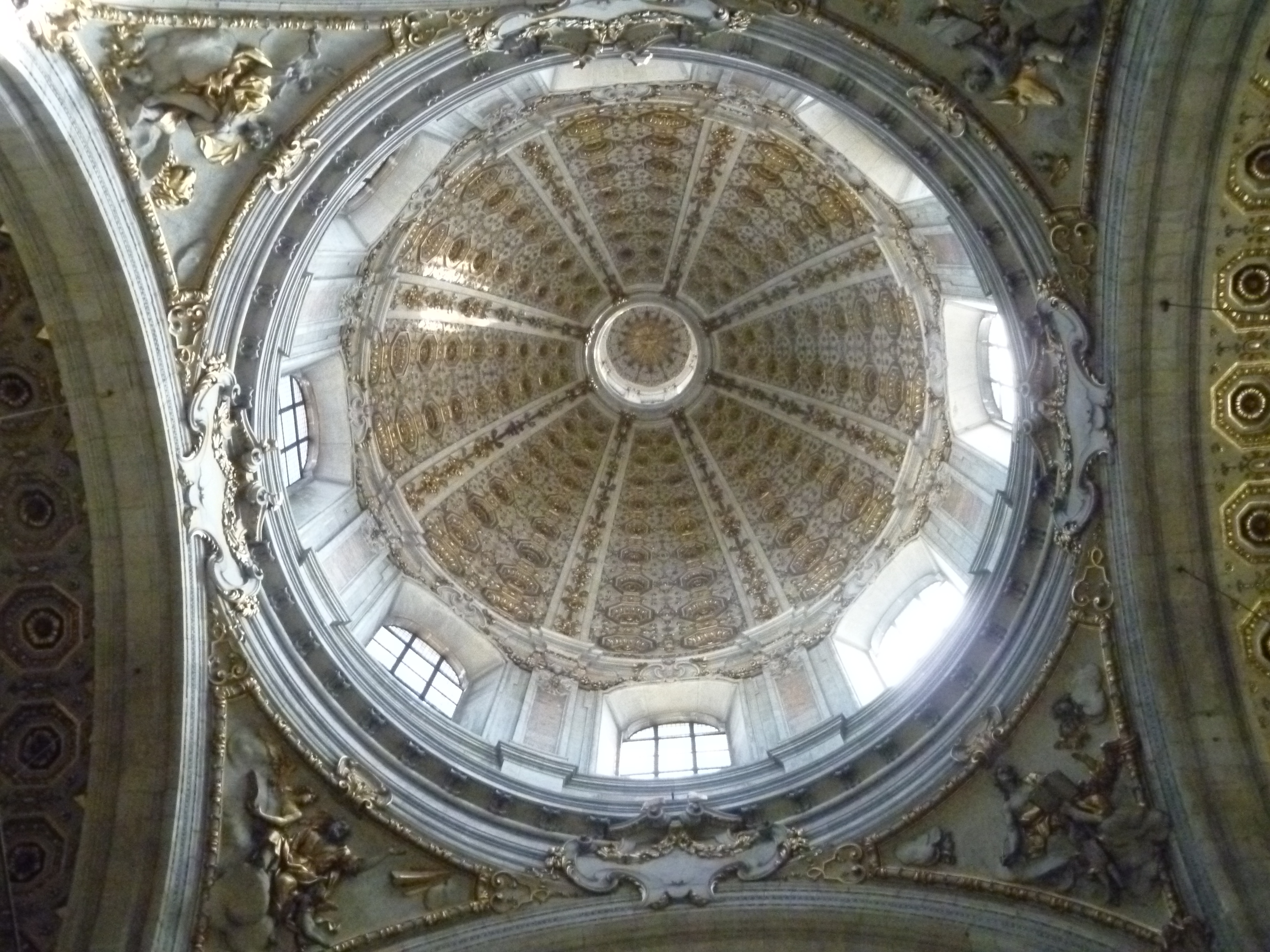
Innenansicht Kuppel
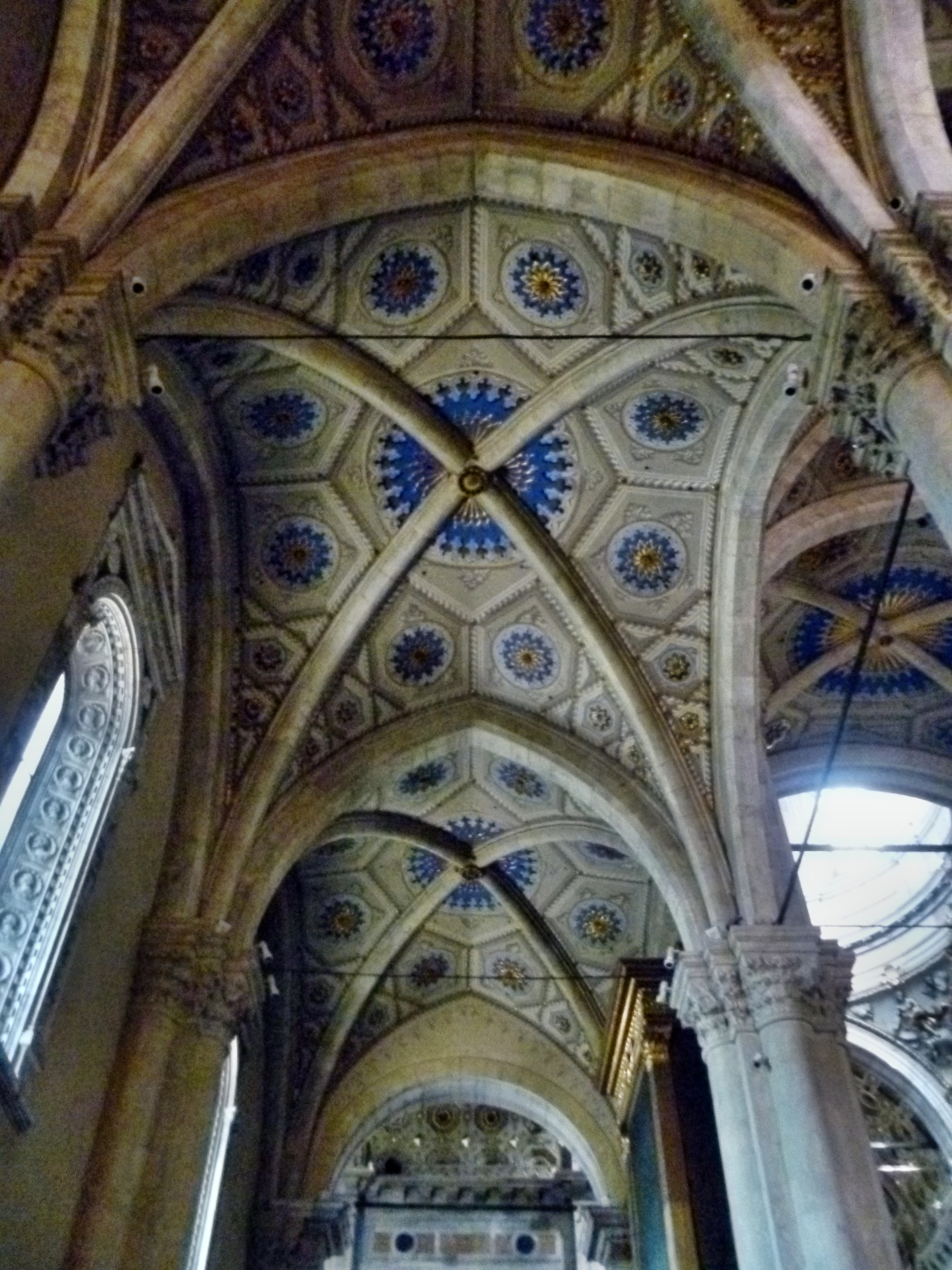
Gewölbe des Seitenschiffs
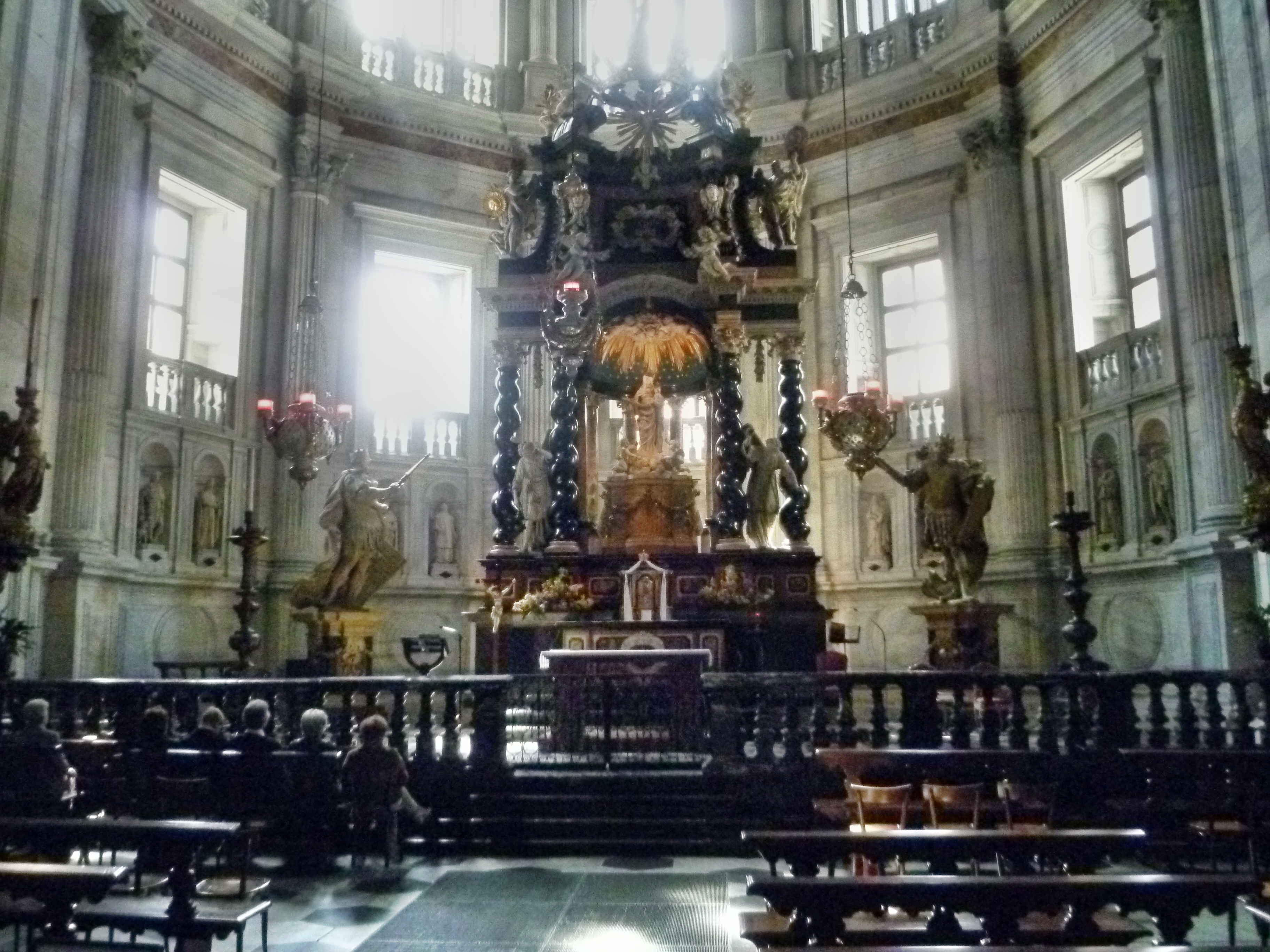
Hauptaltar
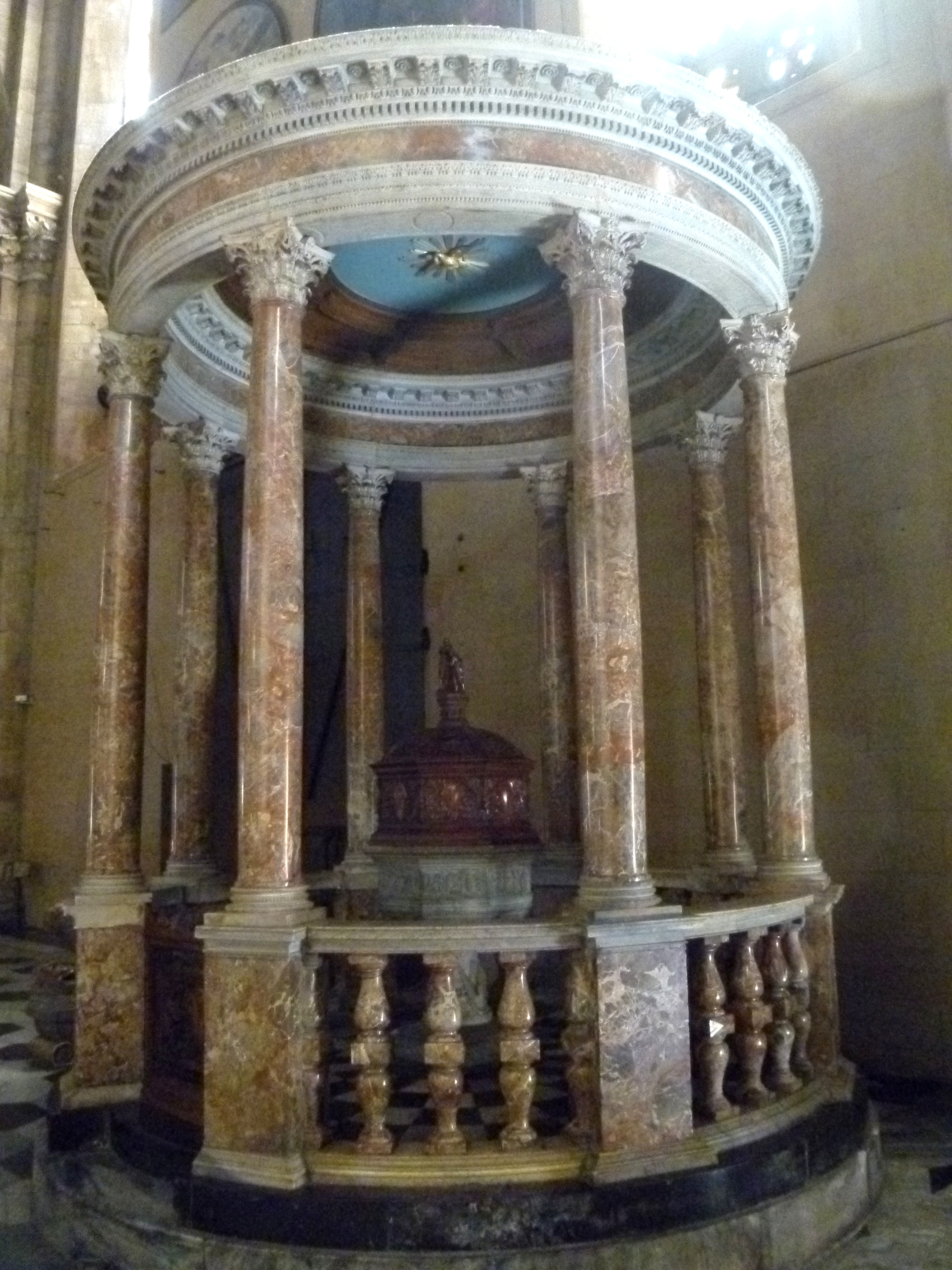
Taufbecken
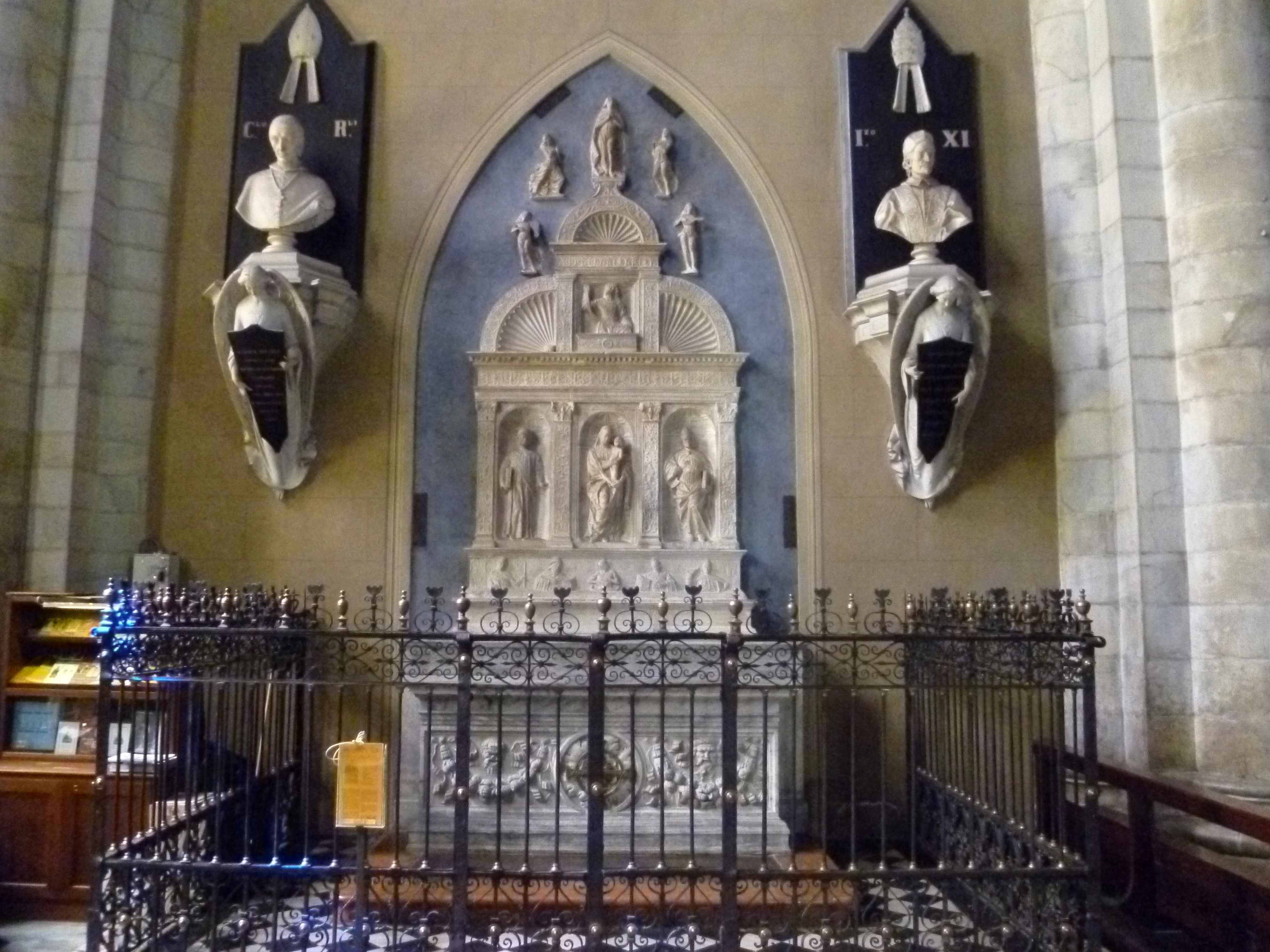
Altar der Hl. Appolonia
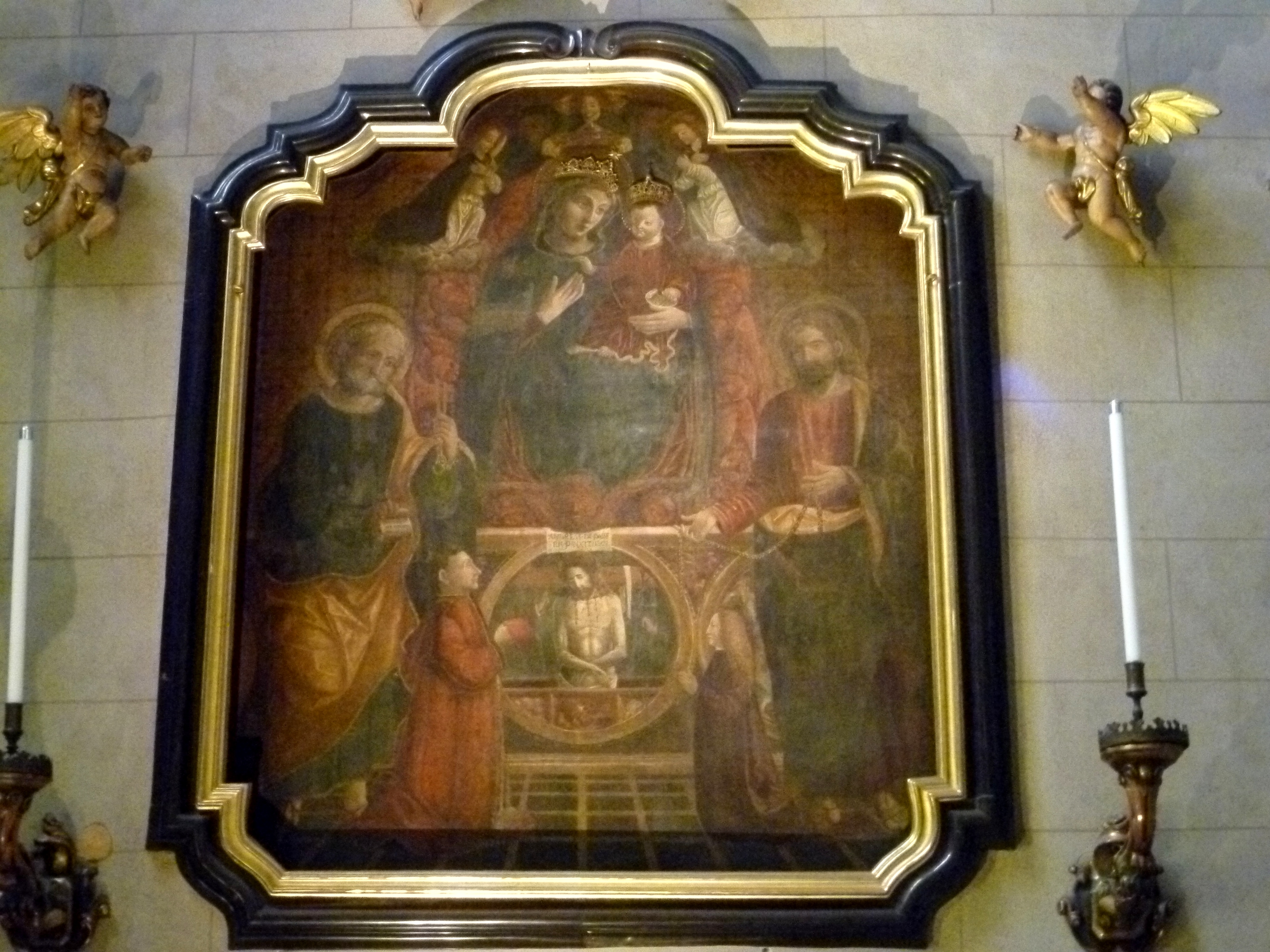
Retabel Altar der Gnadenjungfrau
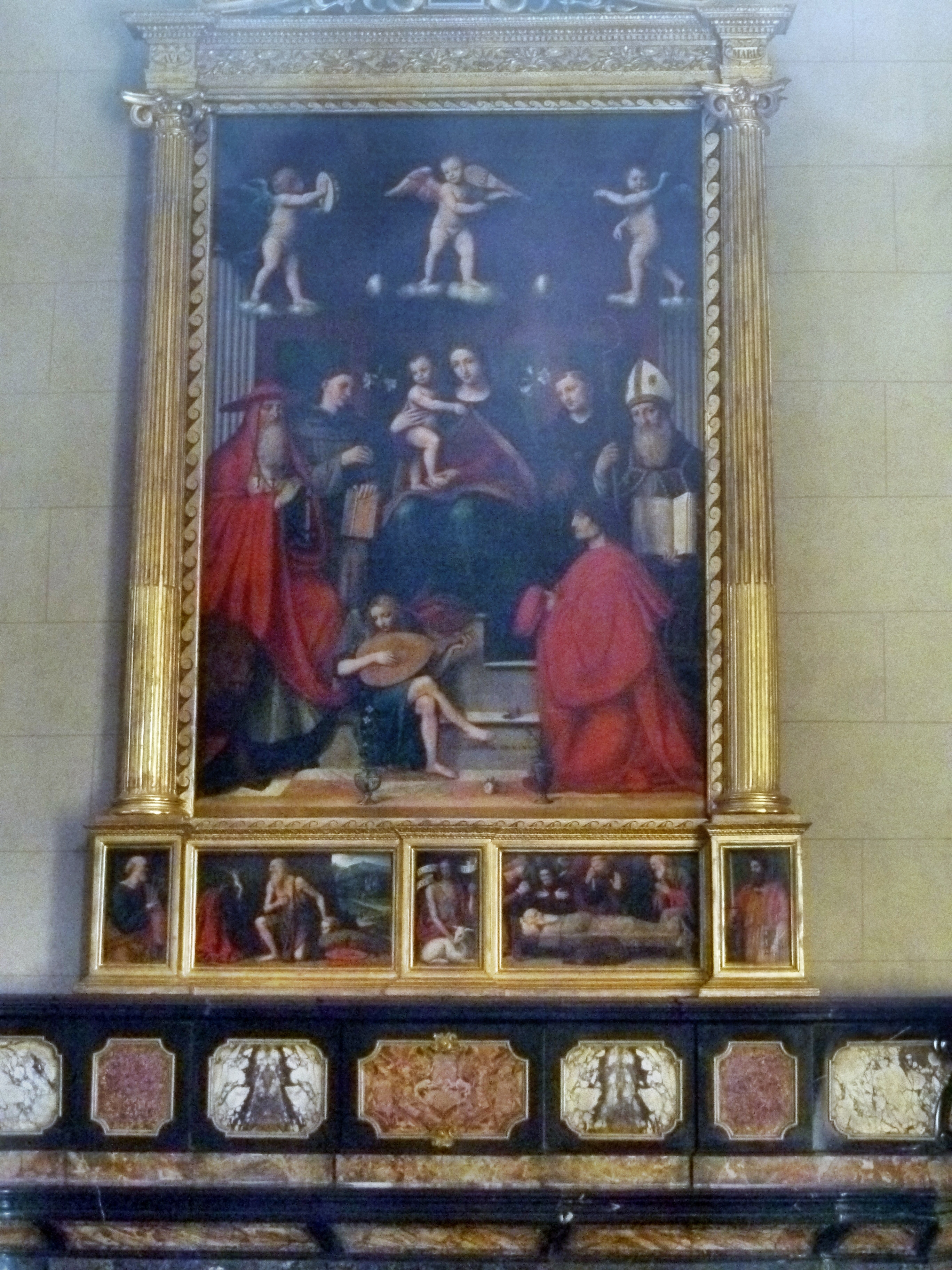
Retabel des Hl. Hieronymus

### Orgel

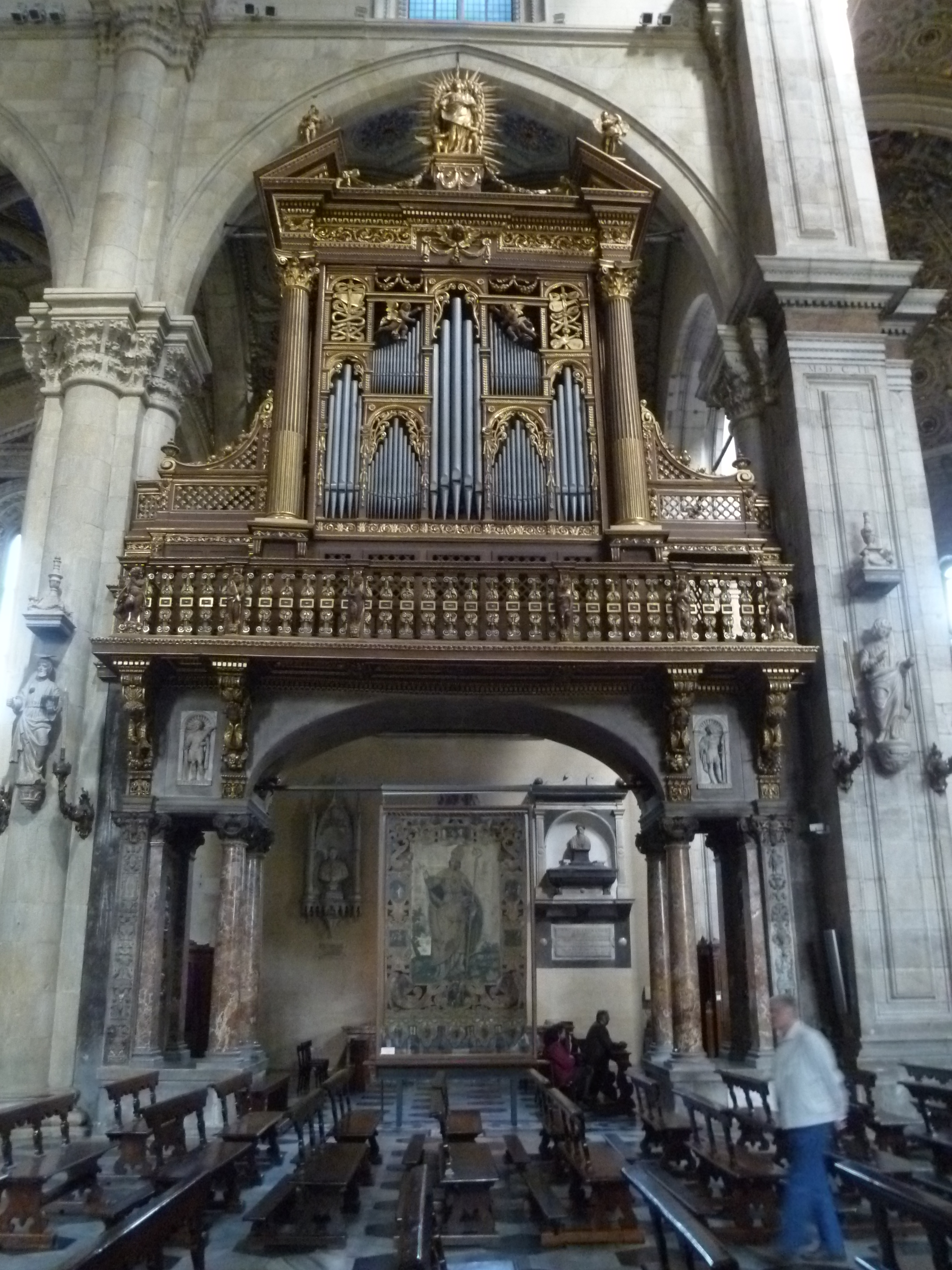
Barocker Orgelprospekt (17. Jhd.)

Die Kathedrale beherbergt eine große Orgel, die im Jahre 1932 vom Orgelbauer Balbiani Vegezzi-Bossi erbaut und zuletzt im Jahre 1998 von dem Orgelbauer Mascioni restauriert und erweitert wurde. Das Instrument hat 68 Register (6.515 Pfeifen) und zwei Effektregister auf vier Manualwerken und Pedal. Die Teilwerke der Orgel sind auf den Kirchenraum verteilt: Das Chorwerk (Organo corale) befindet sich in der Vierung, das Echowerk über dem Eingang der Sakristei; Hauptwerk, Positiv und Schwellwerk befinden sich in zwei barocken Orgelgehäusen links und rechts vorne im Kirchenschiff, in denen auch in Großteil der Pedalregister untergebracht sind. Die Orgel lässt sich von einem viermanualigen Spieltisch aus anspielen, der ebenerdig in Nähe des Altarraumes aufgestellt ist. Die Spiel- und Registertrakturen sind elektrisch.
Bemerkenswert sind die beiden barocken Orgelgehäuse im Hauptschiff. Sie stammen aus dem 17. Jahrhundert und sind reichhaltig verziert. Die beiden Gehäuse sind fast identisch gestaltet. Auf der Spitze findet sich jeweils eine Figurengruppe: zum einen die Hl. Jungfrau Maria, zum anderen der Hl. Abbondio, jeweils flankiert von Engelsfiguren.
| I Organo Corale |                       |    |
| 1.              | Principale            | 8′ |
| 2.              | Bordoncino            | 8′ |
| 3.              | Flauto                | 8′ |
| 4.              | Armonica              | 8′ |
| 5.              | Voce angelica         | 8′ |
| 6.              | Ottava                | 4′ |
| 7.              | Flauto                | 4′ |
| 8.              | Ripieno V             |    |
| 9.              | Cromorno              | 8′ |
|                 | Vibratore (Tremulant) |    |

| II Grand’Organo |                   |     |
| 10.             | Principale        | 16′ |
| 11.             | Principale        | 8′  |
| 12.             | Diapason          | 8′  |
| 13.             | Corno di camoscio | 8′  |
| 14.             | Bordone           | 8′  |
| 15.             | Viola gamba       | 8′  |
| 16.             | Dulciana          | 8′  |
| 17.             | Unda maris        | 8′  |
| 18.             | Flauto armonico   | 4′  |
| 19.             | Ottava            | 4′  |
| 20.             | Decimaquinta      | 2′  |
| 21.             | Ripieno IX        |     |
| 22.             | Tromba            | 16′ |
| 23.             | Tromba            | 8′  |
| 24.             | Chiarina          | 4′  |
|                 | Arpa (Harfe)      |     |

| III Positivo espressivo |                        |        |
| 25.                     | Bordone                | 16′    |
| 26.                     | Eufonio                | 8′     |
| 27.                     | Flauto da concerto     | 8′     |
| 28.                     | Viola d’amore          | 8′     |
| 29.                     | Salicionale            | 8′     |
| 30.                     | Voce celeste           | 8′     |
| 31.                     | Flauto a camino        | 4′     |
| 32.                     | Principalino           | 4′     |
| 33.                     | Nazardo                | 2 ⁄3′  |
| 34.                     | Flautino               | 2′     |
| 35.                     | Terza                  | 1 3⁄5′ |
| 36.                     | Cornetto V             |        |
| 37.                     | Ripieno VII            |        |
| 38.                     | Clarinetto             | 8′     |
|                         | Campane (Glockenspiel) |        |
|                         | Vibratore (Tremulant)  |        |

| IV Organo Espressivo |                       |     |
| 39.                  | Controgamba           | 16′ |
| 40.                  | Diapason              | 8′  |
| 41.                  | Eolina                | 8′  |
| 42.                  | Flauto in selva       | 8′  |
| 43.                  | Bordoncino            | 8′  |
| 44.                  | Flauto d’orchestra    | 8′  |
| 45.                  | Concerto di viole     | 8′  |
| 46.                  | Corno di notte        | 4′  |
| 47.                  | Fugara                | 4′  |
| 48.                  | Ottavina              | 2′  |
| 49.                  | Ripieno V             |     |
| 50.                  | Oboe                  | 8′  |
| 51.                  | Tromba armonica       | 8′  |
|                      | Arpa (Harfe)          |     |
|                      | Vibratore (Tremulant) |     |

| IV Organo Eco |                        |    |
| 52.           | Corno dolce            | 8′ |
| 53.           | Coro violini           | 8′ |
| 54.           | Armonia eterea V       |    |
| 55.           | Tromba squillo         | 8′ |
| 56.           | Voci corali            | 8′ |
|               | Campane (Glockenspiel) |    |
|               | Vibratore (Tremulant)  |    |

| Pedale |                       |     |
| 57.    | Contrabbasso acustico | 32′ |
| 58.    | Bordone corale        | 16′ |
| 59.    | Contrabbasso          | 16′ |
| 60.    | Violone               | 16′ |
| 61.    | Subbasso              | 16′ |
| 62.    | Bordone               | 16′ |
| 63.    | Basso                 | 8′  |

| (Fortsetzung) |                |     |
| 64.           | Basso armonico | 8′  |
| 65.           | Bordone        | 8′  |
| 66.           | Violoncello    | 8′  |
| 67.           | Corno          | 4′  |
| 68.           | Bombarda       | 16′ |